# About Face: The Story of the Jewish Refugee Soldiers of World War II
About Face: The Story of the Jewish Refugee Soldiers of World War II je americký dokumentární film režiséra Stevea Karrase z roku 2005. Film vypráví příběh vojáků, kteří z nacistického Německa utekli do Spojených států či Spojeného království. Režisér pro natočení filmu udělal rozhovory s více než 200 veterány. Film byl natáčen v několika státech USA, ve Francii, Německu a také v Česku (Terezín). V roce 2020 byl film vydán pod novým názvem About Face: Jewish Refugees in the Allied Forces.
Hudbu k filmu složil velšský hudebník a hudební skladatel John Cale (na nahrávce hraje mj. Miguel Atwood-Ferguson).